# Götz Schrage
Götz Schrage (* 11. Dezember 1960 in Bochum) ist ein österreichischer Fotograf. Seit 2015 ist er auf lokaler Ebene in Wien-Neubau politisch bei der Sozialdemokratischen Partei Österreichs (SPÖ) aktiv. In der Vergangenheit war er auch als Keyboarder, Berufsspieler und Schriftsteller tätig. Er lebt in Wien.

## Leben
Götz Schrage wurde als Sohn der Keramikkünstlerin Renate Fuhry und des Kulturwissenschaftlers und -politikers Dieter Schrage 1960 in Bochum geboren. Zu Beginn der 1980er-Jahre war er Keyboarder der Wiener NDW-Band Blümchen Blau, die 1981 mit dem Lied „Flieger“ Erfolg hatte. Als Fotograf arbeitete er bislang unter anderem für die Arbeiter-Zeitung, die Zeitschrift Wiener sowie Kunden wie Visa, Generali, Kodak, Bauwelt und als Porträtfotograf.
Als Mitarbeiter bei der Volkshilfe Österreich gründete er einen Lernklub für Kinder aus sozial schwachen Schichten. Während der Flüchtlingskrise in Europa ab 2015 setzte er sich für im ehemaligen Gebäude der Tageszeitung Kurier untergebrachte Flüchtlinge ein, vermittelte Familien in Privatquartiere und nahm auch selbst eine auf.
Nach der Landtags- und Gemeinderatswahl in Wien 2015 wurde er nach Kandidatur auf der SPÖ-Liste Bezirksrat in der Bezirksvertretung des 7. Wiener Gemeindebezirks Neubau.
Ende Mai 2017, während der Umbildung der Führungsebene der ÖVP im Vorfeld der Nationalratswahl in Österreich 2017, sorgte ein Facebook-Posting Schrages einige Tage für Aufsehen. Auf die neue Generalsekretärin der ÖVP, Elisabeth Köstinger, Bezug nehmend meinte er, „[...] dass die jungen Damen der ÖVP Innere Stadt aus den frühen 80er Jahren, die mit mir schliefen, weil sie mich wohl für einen talentierten Revolutionär hielten, genauso aussahen, genauso gekleidet waren und genauso sprachen. Da hängt sicher noch ein Burberry Schal im Vorzimmer bei Elisabeth Köstinger. Ich muss das wissen als Experte.“ Das wurde von verschiedenen Seiten, in den Medien, von Vertretern anderer Parteien und auch innerparteilich, als sexistisch bewertet, von anderen erfuhr er auch Solidaritätsbekundungen. Er löschte das Posting daraufhin wieder. Die Rücktrittsaufforderungen aus der SPÖ selbst endeten, nachdem er sich entschuldigt hatte und nach einer Aussprache mit der Neubauer Bezirkspartei.

## Veröffentlichungen
- Götz Schrage: Der Schwärmer. Ritter Verlag, Klagenfurt 2004, ISBN 978-3854153634
- Götz Schrage: Tausendmal Verliebt. Milena Verlag, Wien 2017, ISBN 978-3-903184-12-1